# Pe cuvânt de onoare
Pe cuvânt de onoare (titlu original: Gentleman's Agreement) este un film american din 1947 regizat de Elia Kazan. Rolurile principale au fost interpretate de actorii Gregory Peck, Dorothy McGuire,
John Garfield, 
Celeste Holm, 
June Havoc și 
Anne Revere. A câștigat Premiul Oscar pentru cel mai bun film.

## Distribuție

### Roluri principale
|  | Gregory Peck ca Philip Schuyler Green |  | Anne Revere a Mrs. Green     |
|  | Dorothy McGuire ca Kathy Lacey        |  | June Havoc ca Elaine Wales   |
|  | John Garfield ca Dave Goldman         |  | Albert Dekker ca John Minify |
|  | Celeste Holm ca Anne Dettrey          |  | Jane Wyatt ca Jane           |

### Roluri secundare

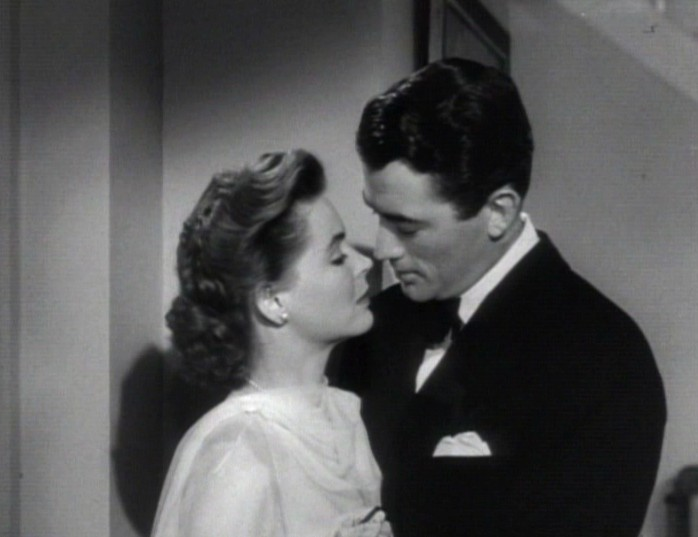
Dorothy McGuire şi Gregory Peck în Gentleman's Agreement

| Dean Stockwell | ca Tommy Green             |
| Nicholas Joy   | ca Doctor Craigie          |
| Sam Jaffe      | ca Profesor Fred Lieberman |